# 刘瑜 (南北朝)
刘瑜（？—420年代），南朝宋历阳（今安徽和县）人。
刘瑜七岁时父亲去世，以事奉母亲至孝著称。五十二岁时母亲去世，他于是三年不吃盐酪，号泣之声昼夜不绝。服丧三年之后的二十余年，穿布衣吃蔬食，说到母亲就流泪。住在墓侧，没有暂时离开的情况。宋文帝元嘉初年去世。